# Siniperca liuzhouensis
Siniperca liuzhouensis is een straalvinnige vissensoort uit de familie van de zaagbaarzen (Percichthyidae). De wetenschappelijke naam van de soort is voor het eerst geldig gepubliceerd in 1987 door Zhou, Kong & Zhu.